# Simon Curtis (Filmproduzent)

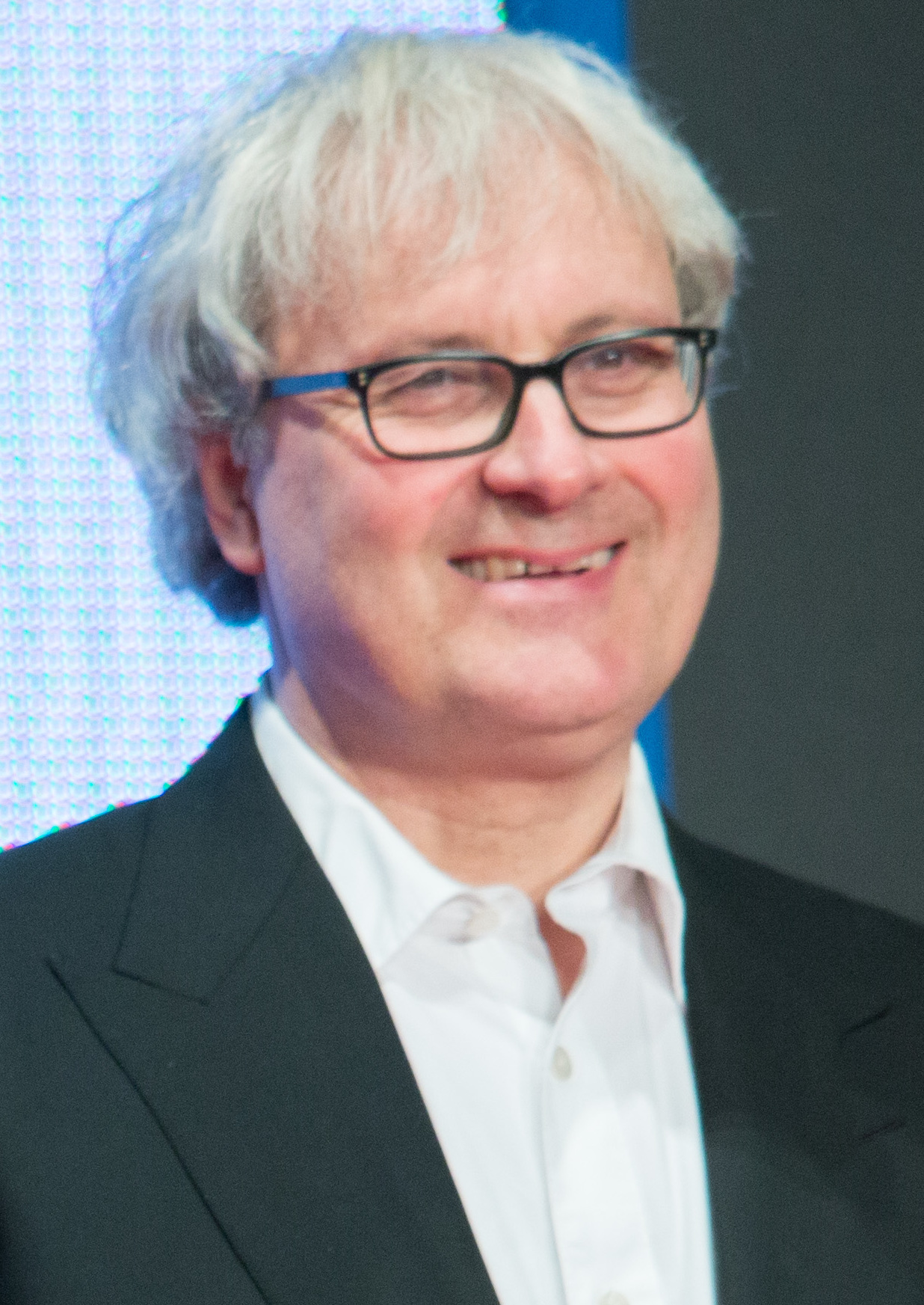
Simon Curtis (2015)

Simon Curtis (* 11. März 1960 in London) ist ein britischer Filmproduzent und -regisseur. Er hat verschiedene Theaterproduktionen sowie die Fernsehdramen David Copperfield und Cranford inszeniert. Das Marilyn-Monroe-Drama My Week with Marilyn und Die Frau in Gold zählen zu seinen Spielfilmen.

## Karriere
Curtis begann seine Karriere am Royal Court Theatre und sammelte 1982 erste Erfahrungen als Regieassistent beim Film Top Girls der Autorin Caryl Churchill. Später wurde er Regieassistent bei Danny Boyle und Max Stafford-Clark. Am Theater arbeitete Curtis unter anderem an der Weltpremiere von Road und The Rise and Fall of Little Voice von Jim Cartwright, A Lie of the Mind von Sam Shepard sowie Dinner with Friends von Donald Margulies mit. 2010 leitete er das Stück Serenading Louie vom Schriftsteller Lanford Wilson im Donmar Warehouse.
1996 drehte Curtis die Folgen der Fernsehkomödie Tracey Takes On … für HBO. 2005 folgte das dreiteilige Fernsehdrama Twenty Thousand Streets Under the Sky, das auf den Sender BBC Four ausgestrahlt wurde. Die Serie ist eine Adaption der Roman-Trilogie 20.000 Streets Under the Sky von Patrick Hamilton. 2007 verfilmte er für die BBC Elizabeth Gaskells Fernsehserie Cranford, die er im Juni 2009 um zwei weitere Weihnachtsepisoden fortsetzte. Die Ausstrahlung fand ab dem 20. Dezember 2009 unter dem Namen Return to Cranford statt.
Im August 2008 realisierte Curtis das Fernsehdrama A Short Stay in Switzerland, das ebenfalls bei der BBC ausgestrahlt wurde. Das Drama basiert auf der wahren Geschichte von Dr. Anne Turner, die sich 2006 in einer Dignitas-Klinik mittels eines begleiteten Freitods das Leben nahm. Der Film wurde bei den Royal Television Society Awards und den British Academy Television Awards als bestes Einzeldrama nominiert. Die Schauspielerin Julie Walters, die die Rolle der Anne Turner spielte, gewann den internationalen Emmy Award als beste Darstellerin.
Bereits 2004 wandte sich Curtis an den Produzenten David Parfitt, um den Film My Week with Marilyn zu drehen, der auf den Büchern von Der Prinz und die Tänzerin und My Week With Marilyn von Colin Clark basiert. Clark verarbeitete in den Büchern die harmlose Liebesbeziehung, die er während gemeinsamer Dreharbeiten mit der frisch verheirateten Monroe einging. Die Entwicklung der Geschichte wurde durch die BBC Films und dem UK Film Council unterstützt, die Finanzierung sicherte auf Bitten von Curtis der Filmproduzent Harvey Weinstein. Der Film My Week with Marilyn wurde Ende 2010 gedreht und im November 2011 veröffentlicht.
Helen Mirren spielte die Rolle der Maria Altmann in dem Drama Die Frau in Gold, das 2015 von Curtis als Regisseur und Executive Producer umgesetzt wurde. Die Geschichte handelt von einer Überlebenden des Holocaust, die versucht, ein von Gustav Klimt gemaltes Porträt von Adele Bloch-Bauer wiederzuerlangen, dass ihrer Familie von den Nazis gestohlen wurde. Das Gemälde gelangte zwischenzeitlich in den Besitz der österreichischen Regierung. Nach einem acht Jahre langen Kampf wurde das Porträt an die Erben der Familie zurückgegeben. Curtis’ Ehefrau Elizabeth McGovern hatte in dem Film als Richterin des Gerichtes eine Nebenrolle.
2019 war Curtis als Regisseur von Garth Steins Enzo und die wundersame Welt der Menschen tätig. Die Hauptrollen wurden mit Milo Ventimiglia und Amanda Seyfried besetzt.

## Privates
Der in London geborene Curtis heiratete 1992 die amerikanische Schauspielerin Elizabeth McGovern. Das Paar hat zwei Töchter und lebt im Londoner Stadtteil Chiswick.

## Filmografie (Auswahl)
Als Regisseur
- 1996: Tracey Takes On … (Fernsehserie)
- 1998: My Summer with Des (Fernsehfilm)
- 1999: David Copperfield
- 2002: Man and Boy (Fernsehfilm)
- 2005: Twenty Thousand Streets Under the Sky (Fernsehserie)
- 2007–2009: Cranford (Fernsehserie)
- 2009: A Short Stay in Switzerland (Fernsehfilm)
- 2011: My Week with Marilyn
- 2015: Woman in Gold
- 2017: Goodbye Christopher Robin
- 2019: Enzo und die wundersame Welt der Menschen (The Art of Racing in the Rain)
- 2022: Downton Abbey II: Eine neue Ära (Downton Abbey: A New Era)